# Cereus paxtonianus
Cereus paxtonianus là một loài thực vật có hoa trong họ Cactaceae. Loài này được Monv. ex Salm-Dyck mô tả khoa học đầu tiên năm 1850.